# Plumularia wattsi
Plumularia wattsi är en nässeldjursart som beskrevs av V.S. Bale 1887. Plumularia wattsi ingår i släktet Plumularia och familjen Plumulariidae. Inga underarter finns listade i Catalogue of Life.